# Chobera shafferi
Chobera shafferi is een vlinder van de familie van de grasmotten (Crambidae). De wetenschappelijke naam van deze soort is voor het eerst voorgesteld als Thliptoceras shafferi door Hans Bänziger in een publicatie uit 1987. De spanwijdte van het mannetje bedraagt 22,5 millimeter.

## Verspreiding
De soort komt voor in Thailand (Chiang Mai).

## Type
- holotype: "male. 28.VIII. 1981. leg. Bänziger. genitalia slide 883"
- instituut: BMNH, Londen, Engeland
- typelocatie: "Thailand, Chiengmai Prov., Huay Kaeo, Chiengmai Distr., 350 m"